# Dźajmini
Dźajmini (dewanagari जैमिनि, trl. Jaimini, ang. Jaimini) – starożytny mędrzec (ryszi) indyjski, któremu tradycja hinduska przypisuje stworzenie filozoficznego systemu mimansa. Nazywany także Talawakara. Był uczniem Wjasy. Założył szkołę w której prowadzono studia nad Wedami traktując je jako nieomylne i wieczne. Zgodnie z tą szkołą, recytowanie hymnów wedyjskich jest formą oddawania czci Bóstwu. Tradycyjnie od swego mistrza otrzymał wiedzę głównie o Samawedzie. Przypisuje mu się liczne teksty między innymi: Jaiminiya-upanishad, Jaiminiya-brahmana, Jaiminiya-samhita.